# Hulett
Pour les articles homonymes, voir Hulett (homonymie).
La ville américaine de Hulett est située dans le comté de Crook, dans l’État du Wyoming. Sa population s’élevait à 383 habitants en 2010.

## Source
- (en) Cet article est partiellement ou en totalité issu de l’article de Wikipédia en anglais intitulé « Hulett, Wyoming » (voir la liste des auteurs).